# Der Gott der Mintakaner
Der Gott der Mintakaner (Originaltitel: Who Watches The Watchers) ist die vierte Folge der dritten Staffel der US-amerikanischen Science-Fiction-Fernsehserie Raumschiff Enterprise – Das nächste Jahrhundert. Sie wurde in den Vereinigten Staaten über Syndication vermarktet und erstmals am 16. Oktober 1989 auf verschiedenen Fernsehsendern ausgestrahlt. In Deutschland war sie zum ersten Mal am 24. Juli 1992 in einer synchronisierten Fassung im ZDF zu sehen.

## Handlung
Im Jahr 2366 bei Sternzeit 43173.5 befindet sich die Enterprise auf einer Versorgungsmission zum Planeten Mintaka III. Dort erforschen drei Anthropologen der Föderation in einem getarnten Beobachtungsposten die einheimische Bevölkerung, eine proto-vulkanische Spezies auf dem Entwicklungsstand der Bronzezeit. Der Reaktor des Beobachtungspostens hat eine schwere Fehlfunktion und muss dringend repariert werden. Während Dr. Barron, der Leiter des Forschungsteams, Captain Picard über die Lage informiert, kommt es zu einem Unfall.
Als die Enterprise eintrifft, schickt Picard umgehend ein Außenteam hinunter, das sich um die Verletzten kümmert und mit den Reparaturen beginnt. Dennoch kommt es zu einem kurzzeitigen Ausfall der Tarnvorrichtung. Zwei Mintakaner, Liko und seine Tochter Oji, können den Posten jetzt aus der Ferne sehen und Liko beschließt, die seltsame Erscheinung genauer zu erkunden. Er kann das Treiben im Inneren eine Weile unbemerkt beobachten. Schließlich wird er entdeckt. Als er zu fliehen versucht, erleidet er einen Stromschlag und wird bei einem Sturz verletzt. Schiffsärztin Crusher nimmt ihn und die Wissenschaftler mit auf die Enterprise. Dr. Barron ist nur leicht verletzt, seine Kollegin Dr. Warren hingegen deutlich schwerer. Der dritte Wissenschaftler, Dr. Palmer, ist nach wie vor auf dem Planeten und wird vermisst. Picard missbilligt es, dass Liko mit an Bord genommen wurde, denn dies sei ein Verstoß gegen die Oberste Direktive, die eine Einmischung in die Entwicklung von Gesellschaften, die noch keine interstellare Raumfahrt entwickelt haben, verbietet. Dr. Crusher will eine Prozedur zur Löschung von Likos Kurzzeitgedächtnis anwenden, ist sich aber nicht sicher, ob sie funktionieren wird. Tatsächlich bleibt der Eingriff wirkungslos. Nachdem Liko wieder auf den Planeten gebeamt wurde, erinnert er sich an alles. Er hält Picard nun für eine Art Gott und berichtet umgehend seiner Dorfgemeinschaft von seinen Erlebnissen.
Dem ersten Offizier Riker und Schiffsberaterin Troi wird das Aussehen von Mintakanern verpasst. Sie geben sich als Händler aus und sollen zum einen nach Palmer suchen und zum anderen das Ausmaß der kulturellen Beeinflussung durch die jüngsten Vorfälle erkunden. Sie bemerken, dass die Leute Liko interessiert zuhören, eine Frau namens Nuria bleibt allerdings skeptisch. Riker und Troi versuchen Liko davon zu überzeugen, dass er nur einen Traum hatte, doch plötzlich wird der schwer verletzte Dr. Palmer in den Versammlungssaal gebracht. Die Mintakaner beschließen, ihn gefangen zu halten und auf die Ankunft „des Picard“ zu warten. Troi lockt die Mintakaner nach draußen, indem sie behauptet, einen weiteren Fremden gesehen zu haben. Riker kann die zurückgebliebene Wache überwältigen und mit Palmer zurück auf die Enterprise beamen. Ihr Verschwinden wird jedoch bemerkt und die Mintakaner nehmen Troi gefangen.
Barron schlägt vor, dass Picard den Mintakanern ein Zeichen sendet, doch der will die Einmischung weiter möglichst gering halten. Er nimmt heimlich Kontakt zu Troi auf und sie hilft ihm, Nuria an Bord zu beamen, als sie von den anderen nicht gesehen werden kann. Picard hält Nuria für das verständigste Mitglied der Gemeinschaft. Er führt sie durch das Schiff und zeigt ihr Mintaka III von oben. Dabei versucht er ihr klarzumachen, dass er nicht über göttliche Kräfte, sondern nur über sehr fortschrittliche Technologie verfügt. Das Gespräch scheint anfangs vielversprechend zu laufen, doch dann bittet Nuria Picard darum, Tote wieder zum Leben zu erwecken, und er muss erkennen, dass sie ihn nicht verstanden hat. Erst als sie auf der Krankenstation miterlebt, wie Dr. Warren verstirbt, wird ihr klar, dass Picard nicht allmächtig ist.
Auf dem Planeten zieht derweil ein für die Jahreszeit ungewöhnliches Gewitter auf. Liko deutet das als Zeichen des Picard, der offenbar erzürnt ist. Er glaubt, ihn besänftigen zu müssen, indem er Troi als Opfer darbringt. Schließlich kehrt Nuria zurück und Picard begleitet sie. Liko lässt sich durch ihre Worte aber nicht von seinem Glauben abbringen, dass Picard ein göttliches Wesen sei und er fordert von ihm, seine verstorbene Frau wieder zum Leben zu erwecken. Er bedroht Picard mit einem Bogen und der ist bereit, auf sich schießen zu lassen, wenn das der einzige Weg sei, um Liko von seiner Sterblichkeit zu überzeugen. Durch Ojis Intervention wird Likos Pfeil abgelenkt, trifft Picard aber dennoch in die Schulter. Als er blutend zu Boden geht, erkennt Liko schließlich, dass auch Picard ein sterbliches Wesen ist.
Nach der Behandlung seiner Wunde offenbart Picard der gesamten Dorfgemeinschaft den Beobachtungsposten. Er erklärt, dass auch die Menschheit sich einst auf dem Entwicklungsstand der Mintakaner befunden habe. Durch deren Erforschung würden die Menschen auch mehr über sich selbst erfahren. Picard betont, dass es wichtig sei, dass sich die Kultur der Mintakaner ohne äußere Einmischung weiterentwickelt, dann würden auch sie eines Tages die Sterne erreichen. Die Mintakaner zeigen sich einsichtig und Picard verabschiedet sich von ihnen.

## Verbindungen zu anderen Star-Trek-Produktionen
Der Gott der Mintakaner nimmt Bezug auf eine von Dr. Katherine Pulaski vorgenommene Gedächtnislöschung in Folge 2.15 (Brieffreunde) von Raumschiff Enterprise – Das nächste Jahrhundert. Dies ist zugleich die letzte Erwähnung von Pulaski in der Serie.
Die Ereignisse aus dieser Folge wurden in mehreren späteren Star-Trek-Produktionen wieder aufgegriffen:
- Die Tapisserie, die Picard von den Mintakanern zum Abschied überreicht wird, ist in mehreren späteren Folgen und Spielfilmen als Dekoration in seinem Quartier oder seinem Bereitschaftsraum zu sehen.
- In Folge 3.18 (Versuchskaninchen) von Raumschiff Enterprise – Das nächste Jahrhundert aus dem Jahr 1990 werden die Ereignisse aus Der Gott der Mintakaner erwähnt.
- In Folge 4.21 (Das Standgericht) von Raumschiff Enterprise – Das nächste Jahrhundert aus dem Jahr 1991 werden die Ereignisse auf Mintaka III indirekt als eine von mehreren Begebenheiten genannt, bei denen Picard die Oberste Direktive verletzt hat.
- Der Spielfilm Star Trek: Der Aufstand von 1998 basiert ebenfalls auf der Prämisse, dass Wissenschaftler der Föderation ein Volk, das noch keine Raumfahrt entwickelt hat, von einem getarnten Beobachtungsposten aus studieren.
- In Folge 1.15 (Nimm meine Hand) von Star Trek: Discovery aus dem Jahr 2018 wird erwähnt, dass die Spiegeluniversums-Version der Zivilisation auf Mintaka III von Imperator Philippa Georgiou und Captain Sylvia Tilly ausgelöscht wurde.

## Produktion
Der Gott der Mintakaner war die letzte Folge, die unter der Leitung von Michael Wagner als Showrunner von Raumschiff Enterprise – Das nächste Jahrhundert produziert wurde. Wagner hatte diesen Posten mit Beginn der dritten Staffel übernommen, legte ihn aber schon nach vier Folgen nieder. Sein Nachfolger wurde Michael Piller.

### Drehbuch
Der englische Originaltitel Who Watches The Watchers (Wer überwacht die Wächter) geht zurück auf die lateinische Phrase Quis custodiet ipsos custodes?, die durch den römischen Dichter Juvenal geprägt wurde.

### Darsteller
Die Hauptfigur Wesley Crusher (Wil Wheaton) hat in dieser Folge keinen Auftritt.
Ray Wise, Darsteller von Liko, spielte auch Arturis in Folge 4.26 (In Furcht und Hoffnung) von Star Trek: Raumschiff Voyager.
James Greene, Darsteller von Dr. Barron, spielte auch Koral in Folge 6.21 (Die Abrechnung) von Star Trek: Deep Space Nine und einen Passanten in Folge 5.23 (23 Uhr 59) von Star Trek: Raumschiff Voyager.

### Drehorte

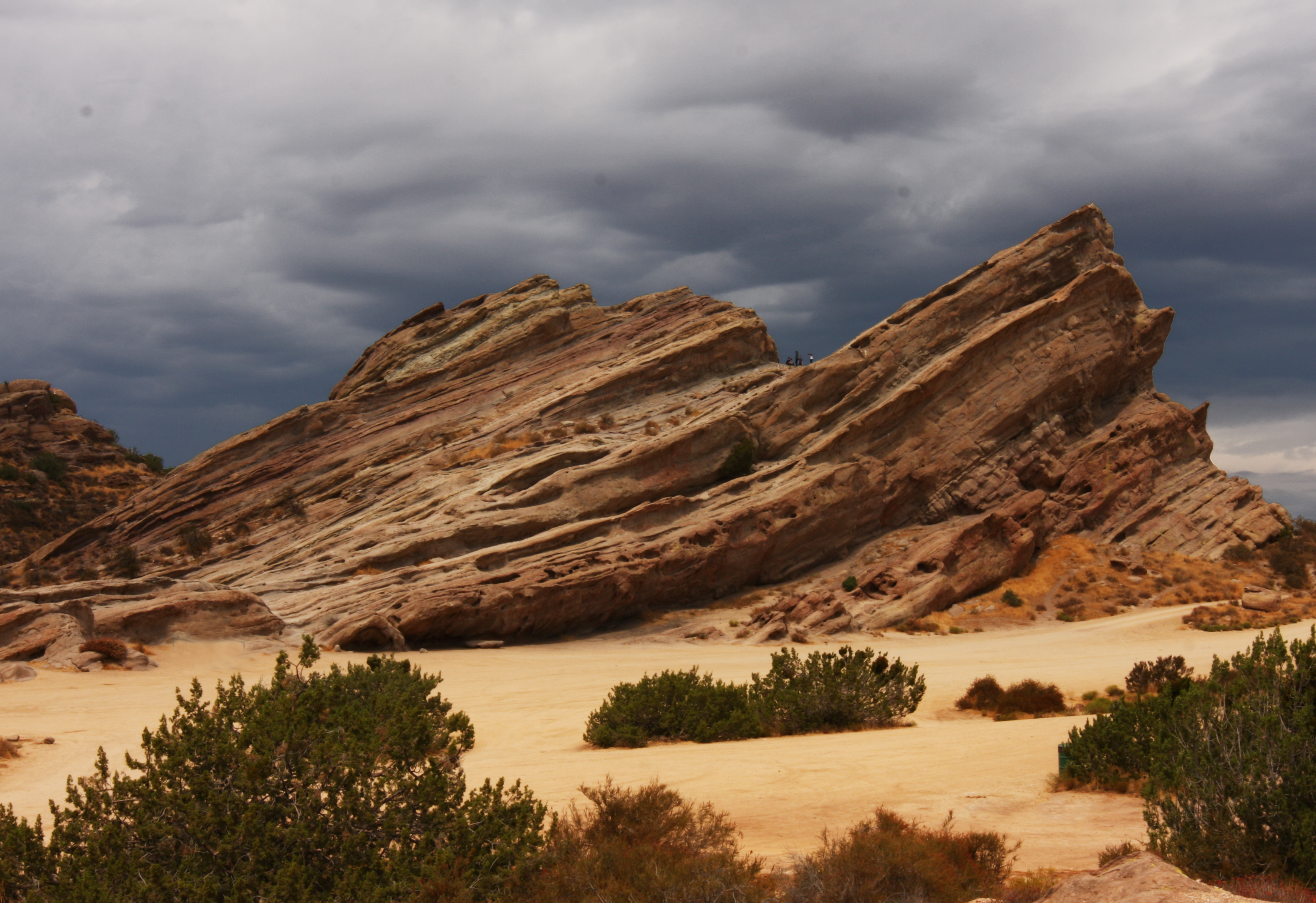
Vasquez Rocks diente als Kulisse für Mintaka III

Die Außenaufnahmen wurden bei der markanten Felsformation Vasquez Rocks gedreht.

### Kostüme
Beverly Crusher (Gates McFadden) trägt in dieser Folge erstmals ihren langen Arztkittel.

## Rezeption
Keith DeCandido bewertete Der Gott der Mintakaner 2011 auf tor.com als eine eher schlechte Folge von Raumschiff Enterprise – Das nächste Jahrhundert. Er kritisierte unter anderem, wie die Verwandtschaft der Mintakaner mit den Vulkaniern dargestellt wird. Hierdurch sollte die Friedfertigkeit und Zugewandtheit der Mintakaner zu Rationalität und Wissenschaft erklärt werden. Allerdings war bereits in mehreren Folgen der Vorgängerserie Raumschiff Enterprise etabliert worden, dass diese Eigenschaften keineswegs in der Natur der Vulkanier liegen. Im Gegenteil waren sie ursprünglich äußerst gewalttätig und mussten sich ihre geistige Disziplin mühsam erarbeiten. DeCandido bemängelte weiterhin, dass Picards mehrfaches Beharren auf der Einhaltung der Obersten Direktive, obwohl sie bereits massiv verletzt wurde, unglaubwürdig wirke. Ebenfalls unglaubwürdig sei das rasche Aufkommen des Aberglaubens der Mintakaner und dessen ebenso rasches Verschwinden. Positiv hob DeCandido das Gespräch von Picard und Nuria auf der Enterprise hervor.
Scott Thill bewertete Der Gott der Mintakaner 2012 auf wired.com als eine der besten Folgen von Raumschiff Enterprise – Das nächste Jahrhundert.
Sven Harvey zählte Der Gott der Mintakaner 2017 auf der Website Den of Geek als eine der 25 besten Folgen der Serie Raumschiff Enterprise – Das nächste Jahrhundert.

## Parodien und Anspielungen
In Folge 3.08 (Das unheimliche, grünäugige Monster) der Science-Fiction-Serie Farscape von 2001 wird Mintaka III erwähnt.